# Viktor Kolotov
Viktor Kolotov (3. července 1949 Judino – 3. ledna 2000 Kyjev) byl ukrajinský fotbalista tatarského původu, záložník, jenž reprezentoval někdejší Sovětský svaz.

## Fotbalová kariéra
V sovětské druhé lize hrál za Rubin Kazaň, nastoupil v 68 utkáních a dal 16 gólů. V letech 1971–1981 hrál v nejvyšší soutěži Sovětského svazu za Dynamo Kyjev, nastoupil v 218 ligových utkáních a dal 62 gólů. S týmem získal šestkrát mistrovský titul a v letech 1974 a 1978 Sovětský fotbalový pohár. S Dynamem Kyjev vyhrál jako kapitán týmu v sezóně 1974/75 Pohár vítězů pohárů. V Poháru mistrů evropských zemí nastoupil v 15 utkáních a dal 4 góly, v Poháru vítězů pohárů nastoupil v 9 utkáních a dal 2 góly a v Poháru UEFA nastoupil ve 14 utkáních a dal 2 góly. Za reprezentaci Sovětského svazu nastoupil v letech 1970–1978 v 54 utkáních a dal 22 gólů. S reprezentací Sovětského svazu získal bronzovou medaili za 3. místo na LOH 1972 v Mnichově a LOH 1976 v Montrealu.

## Ligová bilance
| Ročník                               | Zápasy | Góly | Klub         |
| ------------------------------------ | ------ | ---- | ------------ |
| Sovětská fotbalová Pervaja liga 1968 | 1      | 0    | Rubin Kazaň  |
| Sovětská fotbalová Pervaja liga 1969 | 34     | 7    | Rubin Kazaň  |
| Sovětská fotbalová Pervaja liga 1970 | 34     | 9    | Rubin Kazaň  |
| Sovětská fotbalová Vysšaja liga 1971 | 25     | 10   | Dynamo Kyjev |
| Sovětská fotbalová Vysšaja liga 1972 | 26     | 11   | Dynamo Kyjev |
| Sovětská fotbalová Vysšaja liga 1973 | 23     | 6    | Dynamo Kyjev |
| Sovětská fotbalová Vysšaja liga 1974 | 28     | 7    | Dynamo Kyjev |
| Sovětská fotbalová Vysšaja liga 1975 | 25     | 12   | Dynamo Kyjev |
| Sovětská fotbalová Vysšaja liga 1976 | 10     | 3    | Dynamo Kyjev |
| Sovětská fotbalová Vysšaja liga 1977 | 15     | 5    | Dynamo Kyjev |
| Sovětská fotbalová Vysšaja liga 1978 | 23     | 2    | Dynamo Kyjev |
| Sovětská fotbalová Vysšaja liga 1979 | 28     | 5    | Dynamo Kyjev |
| Sovětská fotbalová Vysšaja liga 1980 | 11     | 1    | Dynamo Kyjev |
| Sovětská fotbalová Vysšaja liga 1981 | 4      | 0    | Dynamo Kyjev |
| CELKEM 1. liga                       | 218    | 62   |              |

## Trenérské kariéra
Po skončení kariéry fotbalisty se stal trenérem a vedl ukrajinskou reprezentaci do 21 let, se kterou usiloval o postup na Mistrovství Evropy hráčů do 21 let v roce 2000. Práce však byla spojena s dalším skandálem: 31. března 1999 jeho tým bezpečně v Kyjevě porazil Island, ale v odvetě senzačně prohrál 4:1. Podle vzpomínek Kolotovova přítele Maxima Maximova, se několik reprezentantů ze Šachtaru Doněck domluvilo a zápas odchodilo na protest proti tomu, že reprezentační tým přišel o prémie.
Ani od Kolotova, ani od vedoucího týmu Gennadije Zubova nebylo možné zjistit pravdu o zápasech s Islandem. Trenér národního mužstva Iosef Sabo požádal Kolotovovy svěřence, aby trenéra nespouštěli z očí, neboť viděl, v jakém je stavu. V šatně se jich Kolotov přímo dotázal, zda někoho oklamal nebo porušil slib, protože důvody jednání hráčů nechápal. Má se za to, že tehdy Kolotov utrpěl první infarkt.
Po návratu z Islandu byl odvolán z funkce hlavního trenéra mládežnické reprezentace a dostal nabídku spolu s Pavlem Sadyrinem trénovat FK Rubin Kazaň. Po infarktu však pracovat nemohl. I když téměř přestal pít alkohol, zdraví měl poničené nejen infarktem, ale také kouřením.
Kolotov vyrazil 2. ledna 2000 s přáteli na lov přesto, že ho nejbližší přemlouvali, aby zůstal doma. Po návratu mu bylo zle, manželka přivolala lékaře ze sousedství, ale byli bezmocní. Kolotov zemřel na infarkt. Stefan Reško, spoluhráč z Dynama Kyjev uvedl, že Kolotova přivedl do hrobu konflikt po zápase s Islandem.

## Vyznamenání
- Řád za zásluhy III. třídy – 2016 – udělil prezident Petro Porošenko[3]